# Claridge's
Claridge's es un hotel lujoso de Mayfair, en el centro de Londres. Está situado en la esquina con Brook Street y Davis Street.

## Historia
Claridge's es un hotel tradicional magnífico. Su extensa y antigua relación con la realeza le ha llevado a ser conocido como una «ampliación del Palacio de Buckingham». Fue fundado en 1812 como el Hotel Mivart's, situado en un adosado convencional de Londres y se amplió sobre casas vecinas. En 1854, su fundador vendió el hotel al Sr. y la Sra. Claridge, que ya tenían uno más pequeño al lado. Unieron los dos negocios y tras comerciar durante un tiempo como «Mivart's at Claridge's», finalmente acordaron el nombre actual. La fama del hotel se confirmó en 1860 cuando la emperatriz Eugenia de Montijo hizo una amplia visita y entretuvo a la Reina Victoria en el hotel.

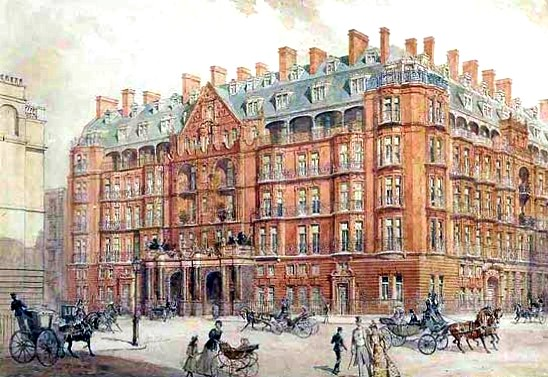
Este dibujo de la versión actual del Claridge's fue publicado en 1897, el año anterior a su reapertura.

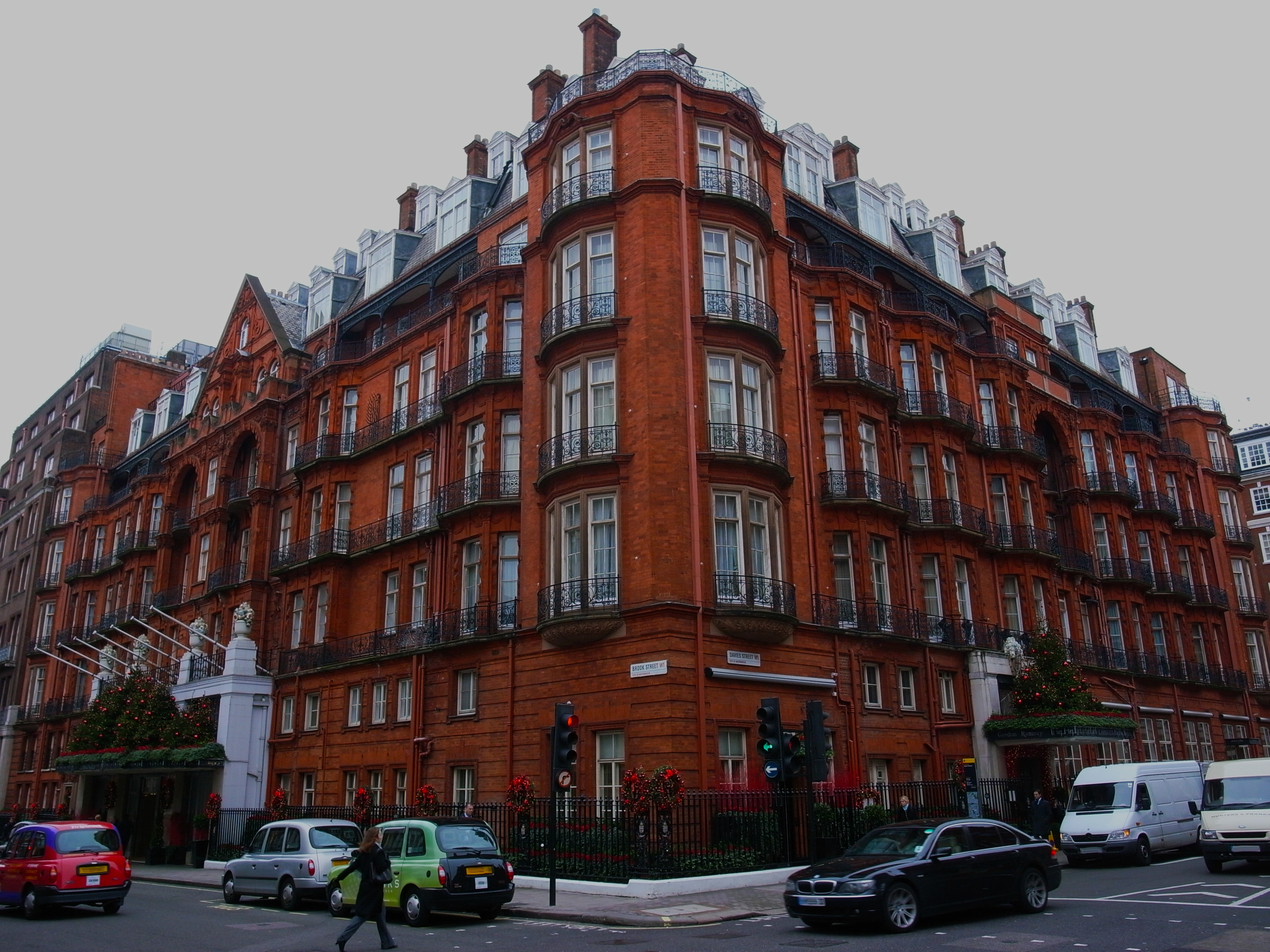
Claridge's, desde Brook Street.

Richard D'Oyly Carte, el empresario teatral y fundador del Hotel Savoy, la competencia, compró Claridge’s en 1894, como parte del Grupo Savoy. Poco después derribó los edificios viejos y los volvió a construir debido a la necesidad de nuevas comodidades como ascensores y cuartos de baño. El nuevo Claridge’s, construido por la compañía George Trollope & Sons, fue inaugurado en 1898. Es uno de los monumentos clasificados de Grado II del Reino Unido. Actualmente, el hotel tiene 203 habitaciones y suites. 
Tras la Primera Guerra Mundial, Claridge’s prosperó gracias a la demanda de los aristócratas que ya no tenían casa en Londres y bajo la dirección del hijo de Carte, Rupert D’Oyly Carte, se amplió de nuevo en 1920. Pedro II de Yugoslavia y su mujer pasaron la mayor parte de la Segunda Guerra Mundial exiliados en el hotel británico, y el Reino Unido cedió la habitación 212 a Yugoslavia por un solo día (17 de junio de 1945) para permitir que el heredero de la corona, el Príncipe Alejandro naciera en tierra yugoslava. En diciembre de 1951, el canciller de la Alemania Occidental, Konrad Adenauer, se reunió en secreto con el presidente del Congreso Mundial Judío, Nahum Goldmann en el Claridge’s para empezar las negociaciones sobre las reparaciones alemanas a los supervivientes judíos del Holocausto. 
Entre los conocidos actores, directores y animadores que se han hospedado en Claridge’s se encuentran Cary Grant, Audrey Hepburn, Alfred Hitchcock, cliente habitual, Brad Pitt, Mick Jagger, U2 y Mariah Carey. En la miniserie Perfect Strangers de Stephen Poliakoff retransmitida por la BBC en 2001, aparecen el vestíbulo y varias habitaciones de huéspedes del hotel. 
Actualmente el restaurante principal está dirigido por Gordon Ramsay y su chef jefe Steve Allen que sustituyó a Mark Sargeant. El chef de Irlanda del norte Michael Deane que protagoniza la guía Michelin empezó su carrera en el restaurante. Claridge’s ofrece el té de las cinco y ha sido aprobado por la Asociación de Té. Claridge’s tiene dos bares en la planta baja: uno principal y otro para fumadores conocido como el Fumoir. Aquí hay disponible una amplia variedad de bebidas y en cada uno de los humidificadores del bar se almacena una gran reserva de puros cubanos. La prohibición del tabaco en Inglaterra ha provocado que se deje de vender tabaco en el Fumoir pero éste aún sirve una gran variedad de Scotch, Bourbon, Tequila y Brandy.
En 2005, el Grupo Savoy, incluido Claridge's, se vendió a Quinlant Private que liquidó el Hotel Savoy y el Teatro Savoy y adoptó el nombre del Grupo Maybourne Hotel. En 2007, Claridge’s consiguió la cobertura mundial de los medios de comunicación por introducir un Menú de Agua que contenía diferentes aguas embotelladas de origen global y del Reino Unido como Malmberg e Iskilde.
Desde 2009, el Grupo Maybourne Hotel, que también cuenta con otros dos hoteles lujosos de cinco estrellas en Londres, El Berkeley y el Connaught, posee y dirige el Claridge’s. En el hotel, concedió Corinna Larsen su entrevista a los periodistas Manuel Cerdán  y Eduardo Inda. También solía alojarse en el mismo la reina Sofía.